# Passandra gemellipara
Passandra gemellipara is een keversoort uit de familie Passandridae. De wetenschappelijke naam van de soort is voor het eerst geldig gepubliceerd in 1839 door Newman.